# Un petit frère
Un petit frère (dt.: „Ein kleiner Bruder“, internationaler Titel: Mother and Son) ist ein französischer Spielfilm von Léonor Serraille aus dem Jahr 2022. 
Das Familiendrama wurde im Wettbewerb des Filmfestivals von Cannes am 27. Mai 2022 uraufgeführt.

## Handlung
Frankreich im Jahr 1989: Rose und ihre beiden Söhne Ernest und Jean übersiedeln von der Elfenbeinküste nach Paris. Der Film folgt der Familie bis in die Normandie ins Jahr 2010 und zeigt wie sie zusammenwächst, aber auch droht auseinanderzubrechen.

## Hintergrund
Un petit frère ist der zweite Spielfilm der französischen Filmemacherin Léonor Serraille, für den sie auch das Drehbuch verfasste. Für ihren Debütfilm Bonjour Paris (2017) hatte sie mehrere Auszeichnungen erhalten, darunter den Nachwuchspreis Caméra d’Or beim 70. Filmfestival von Cannes. Un petit frère soll vom Beginn und der Dekonstruktion einer gewöhnlichen Familie über mehrere Jahrzehnte erzählen. Für die Hauptrollen wurden Annabelle Lengronne, Stéphane Bak, Kenzo Sambin und der Comedian Ahmed Sylla verpflichtet.

## Rezeption
Nach der Premiere in Cannes sah in einem rein französischen Kritikenspiegel der Website Le film français keiner der 15 Kritiker Un petit frère als Palmen-Favoriten an. Im internationalen Kritikenspiegel der britischen Fachzeitschrift Screen International erhielt der Film 2,4 von 4 möglichen Sternen und belegte unter allen 21 Wettbewerbsbeiträgen einen geteilten 11. Platz.

## Auszeichnungen
Für Un petit frère erhielt Serraille ihre erste Einladung in den Wettbewerb um die Goldene Palme, den Hauptpreis des Filmfestivals von Cannes.